# Coupe Kirin 1992
La Kirin Cup 1992 est la treizième édition de la Coupe Kirin. Elle se déroule en mai et juin 1992, au Japon. Le tournoi se déroule entre le Pays de Galles, l'Argentine et le Japon.

## Résultats
| 30 mai 1992 | Japon | 0 – 1 | Argentine     | Tokyo                |                      |
|             |       |       | Batistuta 53e | Spectateurs : 60 000 | Spectateurs : 60 000 |

| 3 juin 1992 | Argentine     | 1 – 0 | Pays de Galles | Gifu                 |                      |
|             | Batistuta 89e |       |                | Spectateurs : 31 000 | Spectateurs : 31 000 |

| 7 juin 1992 | Japon | 0 – 1 | Pays de Galles | Matsuyama            |                      |
|             |       |       | Bowen 40e      | Spectateurs : 30 000 | Spectateurs : 30 000 |

## Tableau
| Équipe         | Pts | J | V | N | D | Bp | Bc | Dif |
| -------------- | --- | - | - | - | - | -- | -- | --- |
| Argentine      | 4   | 2 | 2 | 0 | 0 | 2  | 0  | +2  |
| Pays de Galles | 2   | 2 | 1 | 0 | 1 | 1  | 1  | 0   |
| Japon          | 0   | 2 | 0 | 0 | 2 | 0  | 2  | -2  |

## Vainqueur
| Vainqueur Kirin Cup 1992 Argentine 1er titre |